# Sant Joan Evangelista de Cal Cervós
Sant Joan Evangelista de Cal Cervós és la capella de la casa de Cal Cervós, del poble de Castellàs, pertanyent al terme de les Valls d'Aguilar, de l'Alt Urgell. Formava part de l'antic terme de Castellàs, de la comarca del Pallars Sobirà.
Està situada en el poble mateix de Castellàs, en el seu sector meridional, dins del conjunt de bastiments de la casa de Cal Cervós.
És una capella interior de la casa. S'hi conserva una talla romànica de sant Joan Evangelista.